# HMS Diamond (D34)
Pour les autres navires du même nom, voir HMS Diamond.
Le HMS Diamond est un destroyer de type 45 de la Royal Navy britannique.

## Histoire
Le Diamond est commissionné lors d'une cérémonie traditionnelle le 6 mai 2011 dans son port d'attache de la HMNB Portsmouth. Le Diamond poursuit ses essais en mer jusqu'à son entrée en service opérationnel en juillet 2011. Le navire effectue une formation opérationnelle avant de commencer son premier déploiement à l'étranger. Le Diamond le commence à l'été 2012 par les célébrations pour marquer le jubilé de diamant de la reine Élisabeth II.
Le Diamond est dans la zone d'opérations du Moyen-Orient en 2012. Pendant l'opération Recsyr en février 2014, il escorte le MV Ark Futura qui transporte des agents chimiques de Syrie.
Le 8 mai 2017, le Diamond tire un missile Aster 30 au large des côtes de l'Écosse.
Le 4 septembre 2017, le Diamond part pour un déploiement de 9 mois au Moyen-Orient, initialement prévu pour relever le Monmouth. Mais, il est ensuite choisi pour prendre la place de navire amiral du Standing NATO Maritime Group 2 à la place de son sister-ship tandis que l'Ocean part porter assistance aux territoires britanniques d'outre-mer des Caraïbes victimes de l'ouragan Irma. Le Diamond est relevé de ses fonctions au sein de l'OTAN après le retour de l'Ocean des Caraïbes le 30 octobre et reprend son déploiement prévu à la place du Monmouth. Cependant, le 23 novembre, The Times rapporte que le Diamond fut contraint de l'abandonner et de rentrer à Portsmouth plus tôt en raison de problèmes mécaniques, ce que confirma le ministère de la Défense.
En janvier 2024, il fait partie d'une force navale internationale dans le cadre de l’opération Gardien de la prospérité chargée de contrecarrer les attaques houtis en mer Rouge. Il tire des missiles Aster contre les drones adverses. Mais, certains s'étant rapprochés du bâtiment, ils l'ont forcé à utiliser ses canons Oerlikon de 30 mm .